# Mesovelia
Mesovelia is een geslacht van wantsen uit de familie van de Mesoveliidae (bladlopers). Het geslacht werd voor het eerst wetenschappelijk beschreven door Mulsant & Rey in 1852.

## Soorten
Het genus bevat de volgende soorten:

- Mesovelia amoena Uhler, 1894
- Mesovelia andamana Jehamalar, Chandra & Polhemus, 2019
- Mesovelia bila Jaczewski, 1928
- Mesovelia bispinosa Jehamalar, Chandra & Polhemus, 2019
- Mesovelia blissi Drake, 1949
- Mesovelia brevia Jehamalar, Chandra & Polhemus, 2019
- Mesovelia cryptophila Hungerford, 1924
- Mesovelia dentiventris Linnavuori, 1971
- Mesovelia dilatata Jehamalar, Chandra & Polhemus, 2019
- Mesovelia dominicana Garrouste & Nel, 2010
- Mesovelia easaci Jehamalar & Chandra, 2017
- Mesovelia ebbenielseni Andersen & Weir, 2004
- Mesovelia egorovi Kanyukova, 1981
- Mesovelia furcata Mulsant & Rey, 1852
- Mesovelia hackeri Harris & Drake, 1941
- Mesovelia halirrhyta Polhemus, 1975
- Mesovelia hambletoni Drake & Harris, 1946
- Mesovelia horvathi Lundblad, 1933
- Mesovelia hungerfordi Hale, 1926
- Mesovelia indica Horváth, 1915
- Mesovelia isiasi Jehamalar, Chandra & Polhemus, 2019
- Mesovelia kumaria Jehamalar & Chandra, 2017
- Mesovelia lillyae Jehamalar & Chandra, 2017
- Mesovelia melanesica J.T. Polhemus & D.A. Polhemus, 2000
- Mesovelia miyamotoi Kerzhner, 1977
- Mesovelia mulsanti White, 1879
- Mesovelia occulta Jehamalar, Chandra & Polhemus, 2019
- Mesovelia pacifica Mulsant & Rey, 1852
- Mesovelia polhemusi Spangler, 1990
- Mesovelia stysi J. Polhemus & D. Polhemus, 2000
- Mesovelia subvittata Horváth, 1915
- Mesovelia tenuia Jehamalar, Chandra & Polhemus, 2019
- Mesovelia thermalis Horváth, 1915
- Mesovelia thomasi Hungerford, 1951
- Mesovelia tuberculata Floriano & Moreira in Floriano et al., 2016
- Mesovelia ujhelyii Lundblad, 1933
- Mesovelia vittigera Horváth, 1895
- Mesovelia zeteki Harris & Drake, 1941